# Garážová hala s kancelářemi a byty Žižkov
Garážová hala s kancelářemi a byty Žižkov v Praze je zaniklá hala s bytovým domem, která stála na rohu ulic Strážní a V Domově.

## Historie
Garážová hala pro firmu Cihelka byla postavena v roce 1950 podle projektu architekta Rudolfa Čikla. Kromě haly a kanceláře obsahovala také byt garážmistra a noclehárnu řidičů. Fasáda obytné části byla puristická, halu zastřešovala dvojice betonových skořepin a osvětlovala rozměrná segmentová okna.
Ještě v roce 2007 byl objekt v dobrém technickém stavu a využíval se jako sklad. Roku 2022 byl i s obytným domem zbořen.